# La Nuit des temps (film)
Pour l’article homonyme, voir La Nuit des temps.
Pour plus de détails, voir Fiche technique et Distribution.
La Nuit des temps est un court métrage français réalisé par Roger Verdier, tourné en 1942 et sorti en 1944.

## Synopsis
La découverte de la grotte de Lascaux, en 1940, par des enfants de la commune de Montignac.

## Fiche technique
- Titre : La Nuit des temps
- Réalisation : Bernard de Colmont[1],[2] et Roger Verdier
- Musique : Jean Yatove
- Société de production : Atlantic Film
- Pays d'origine :  France
- Format :  Noir et blanc - son mono
- Genre : Documentaire historique
- Durée : 12 minutes
- Date de sortie : France, 1944

## Autour du film
Il s'agit du premier tourné dans la grotte de Lascaux, réalisé deux ans après la découverte de la grotte.